# Grafenbach-St. Valentin
Grafenbach-St. Valentin (auch Grafenbach-Sankt Valentin) ist eine Marktgemeinde mit 2322 Einwohnern (Stand 1. Jänner 2025) im Bezirk Neunkirchen in Niederösterreich.

## Geografie
Grafenbach-St. Valentin liegt südwestlich von Ternitz im Tal der Schwarza im Industrieviertel in Niederösterreich. Die Fläche der Marktgemeinde umfasst 13,9 Quadratkilometer. 51,54 Prozent der Fläche sind bewaldet.

### Gemeindegliederung
Das Gemeindegebiet umfasst folgende fünf Ortschaften (in Klammern Einwohnerzahl Stand 1. Jänner 2025):
- Göttschach (179)
- Grafenbach (877)
- Ober-Danegg (148)
- Penk (257)
- St. Valentin-Landschach (861)

Katastralgemeinden sind Grafenbach, Oberdanegg, Penk und St. Valentin-Landschach.

### Nachbargemeinden
| Ternitz    |                                             | Wimpassing im Schwarzatale |
| Enzenreith | Kompassrose, die auf Nachbargemeinden zeigt | Wartmannstetten            |
| Altendorf  |                                             | Warth                      |

### Eingemeindungen
Am 1. Januar 1967 wurden die Gemeinden Grafenbach und St. Valentin-Landschach zur Gemeinde Grafenbach-St. Valentin zusammengelegt.
Am 1. Januar 1972 wurden die Gemeinden Ober-Danegg und Penk zu Grafenbach-St. Valentin eingemeindet.

## Geschichte

Grafenbach, St. Valentin, Danegg und die anderen Ortsteile der Gemeinde, um 1873 (Aufnahmeblatt der 3. Landesaufnahme)

Im Altertum war das Gebiet Teil der Provinz Noricum – die Kirche St. Valentin liegt in der Nähe einer römerzeitlichen Siedlung. In der Nähe von St. Valentin befindet sich außerdem ein Gräberfeld aus dem 9. Jahrhundert. Erste urkundliche Erwähnung findet der Ort Grafenbach in einer Urkunde des Markgrafen der Steiermark, Ottokar III.: Nach einem Gütertausch mit dem Stift Rein, fielen die Besitzungen des Klosters in Grafenbach 1147 an das Stift St. Lambrecht. Bereits 1159 sollte dieser Tausch rückgängig gemacht werden, doch lehnte dies St. Lambrecht ab. Später besaßen die Herren von Pottendorf Güter in Grafenbach, genaueres ist dazu jedoch nicht bekannt. 1495 wurden jedenfalls Albrecht von Pottendorf durch Schiedsspruch alle Güter von Grafenbach zugesprochen.
Pfarre St. Valentin
1158 verleiht Erzbischof Eberhard von Salzburg dem Propst Romanus von Gurk die Pfarre St. Lorenzen in Flatz. Auch die Kapelle St. Valentin war als Teil der Pfarre St. Lorenzen bereits von dieser Verleihung betroffen, eine Erwähnung der Kapelle erfolgt hier aber noch nicht. Erste urkundliche Erwähnung findet St. Valentin erstmals 1204 als Filiale der Pfarre Flatz, St. Lorenzen, als Papst Innozenz III. dem Kloster Gurk am 21. Oktober 1204 die Pfarre St. Lorenzen mit den Kapellen St. Valentin, St. Johann sowie weiteren Kapellen bestätigt. Eine Urkunde aus 1208 nennt St. Valentin ebenso Kapelle, ein Ort wird nicht angegeben. Daraus lässt sich schließen, dass die Kapelle vor einer Siedlung hier bestanden hat und wahrscheinlich errichtet wurde, um den weitab von Flatz wohnenden Menschen den Besuch des Gottesdienstes zu ermöglichen.
Das um 1340 verfasste Formbacher Dienstregister nennt St. Valentin dann in Zusammenhang mit dem dortigen Pfarrer, welcher in Neunkirchen ein Haus besaß, zum ersten Mal als Pfarre. Aus dem Urbar der Pfarre St. Lorenzen von 1352 geht schließlich hervor, dass St. Valentin zu diesem Zeitpunkt bereits länger eine Pfarre war, obwohl sie noch Filialpflichten gegenüber der Mutterpfarre St. Lorenzen zu leisten hatte. Zusammengefasst, bestand also schon zu Beginn des 13. Jahrhunderts eine Kapelle St. Valentin und war um 1340 bereits eine Filialpfarre.
Im Hochmittelalter umfasste der Sprengel von St. Valentin die Ortschaften: St. Valentin, Landschach, Ober Danegg, Penk, Altendorf, Köttlach, Putzmannsdorf, Göttschach und Grafenbach. Hinzu kamen weitab gelegene Gebiete in der Lichtenau und am Kienberg bis Ödenkirchen, die dann St. Valentin-Zerstreut genannt wurden.
1614 kam die Pfarre St. Lorenzen samt St. Valentin, St. Johann und Würflach durch Tausch von Gurk an das Kloster Rein. Bereits wenige Jahre später, 1617 wechselten die Pfarren erneut durch Tausch den Pfarrherrn und gingen von Rein an das Zisterzienserstift Neukloster in Wiener Neustadt, welches 1880 mit Stift Heiligenkreuz vereinigt wurde, sodass die Pfarre St. Valentin heute von Heiligenkreuz betreut wird.
Bei der ersten Kapelle von St. Valentin handelte es sich um einen Rechtecksaalbau mit eingezogenem, querrechteckigem oder längsrechteckigem Chor mit geradem Abschluss, wie durch archäologische Forschungen festgestellt werden konnte. Bei diesem Bau handelte es sich um einen „Einheitstyp“ der Gegend, besonders aber der Pfarre St. Lorenzen, wo er für St. Lorenzen selbst, St. Johann und St. Valentin nachweisbar ist. Eine weitere Gemeinsamkeit ist die Lage der Kirchenbauten, da sich alle auf Anhöhen, wie Hügeln oder Hängen befinden. Auch St. Valentin liegt rund 20 m oberhalb des Talbodens in Hanglage.
In der Neuzeit bestand eine St. Barbara-Bruderschaft an der Pfarrkirche St. Valentin, welche auch die Kosten für die Restaurierung der gesamten Kirche in den Jahren 1717 bis 1726 übernahm. Auch zur Finanzierung der 1731/32 neu angeschafften Glocke, trug die Bruderschaft 46 Gulden bei. 1773 wurde schließlich ein St. Barbara-Altar errichtet.
Bei Restaurierungsarbeiten wurden 1911 außerdem frühgotische Fresken im Chor der Kirche entdeckt.

### Bevölkerungsentwicklung
| Grafenbach-St. Valentin: Einwohnerzahlen von 1869 bis 2025 | Grafenbach-St. Valentin: Einwohnerzahlen von 1869 bis 2025 | Grafenbach-St. Valentin: Einwohnerzahlen von 1869 bis 2025 | Grafenbach-St. Valentin: Einwohnerzahlen von 1869 bis 2025 | Grafenbach-St. Valentin: Einwohnerzahlen von 1869 bis 2025 |
| ---------------------------------------------------------- | ---------------------------------------------------------- | ---------------------------------------------------------- | ---------------------------------------------------------- | ---------------------------------------------------------- |
| Jahr                                                       |                                                            |                                                            |                                                            | Einwohner                                                  |
| 1869                                                       | 1869                                                       |                                                            | 746                                                        | 746                                                        |
| 1880                                                       | 1880                                                       |                                                            | 895                                                        | 895                                                        |
| 1890                                                       | 1890                                                       |                                                            | 1.198                                                      | 1.198                                                      |
| 1900                                                       | 1900                                                       |                                                            | 1.466                                                      | 1.466                                                      |
| 1910                                                       | 1910                                                       |                                                            | 1.755                                                      | 1.755                                                      |
| 1923                                                       | 1923                                                       |                                                            | 1.698                                                      | 1.698                                                      |
| 1934                                                       | 1934                                                       |                                                            | 1.762                                                      | 1.762                                                      |
| 1939                                                       | 1939                                                       |                                                            | 1.786                                                      | 1.786                                                      |
| 1951                                                       | 1951                                                       |                                                            | 1.746                                                      | 1.746                                                      |
| 1961                                                       | 1961                                                       |                                                            | 1.857                                                      | 1.857                                                      |
| 1971                                                       | 1971                                                       |                                                            | 2.003                                                      | 2.003                                                      |
| 1981                                                       | 1981                                                       |                                                            | 1.969                                                      | 1.969                                                      |
| 1991                                                       | 1991                                                       |                                                            | 2.238                                                      | 2.238                                                      |
| 2001                                                       | 2001                                                       |                                                            | 2.304                                                      | 2.304                                                      |
| 2011                                                       | 2011                                                       |                                                            | 2.252                                                      | 2.252                                                      |
| 2021                                                       | 2021                                                       |                                                            | 2.246                                                      | 2.246                                                      |
| 2025                                                       | 2025                                                       |                                                            | 2.322                                                      | 2.322                                                      |
| Quelle(n): Statistik Austria, Gebietsstand 1.1.2021        |                                                            |                                                            |                                                            |                                                            |

### Religion
Nach den Daten der Volkszählung 2001 sind 75,9 % der Einwohner römisch-katholisch und 2,8 % evangelisch. 4,6 % sind Muslime, 0,6 % gehören orthodoxen Kirchen an. 13,3 % der Bevölkerung haben kein religiöses Bekenntnis.

## Kultur und Sehenswürdigkeiten

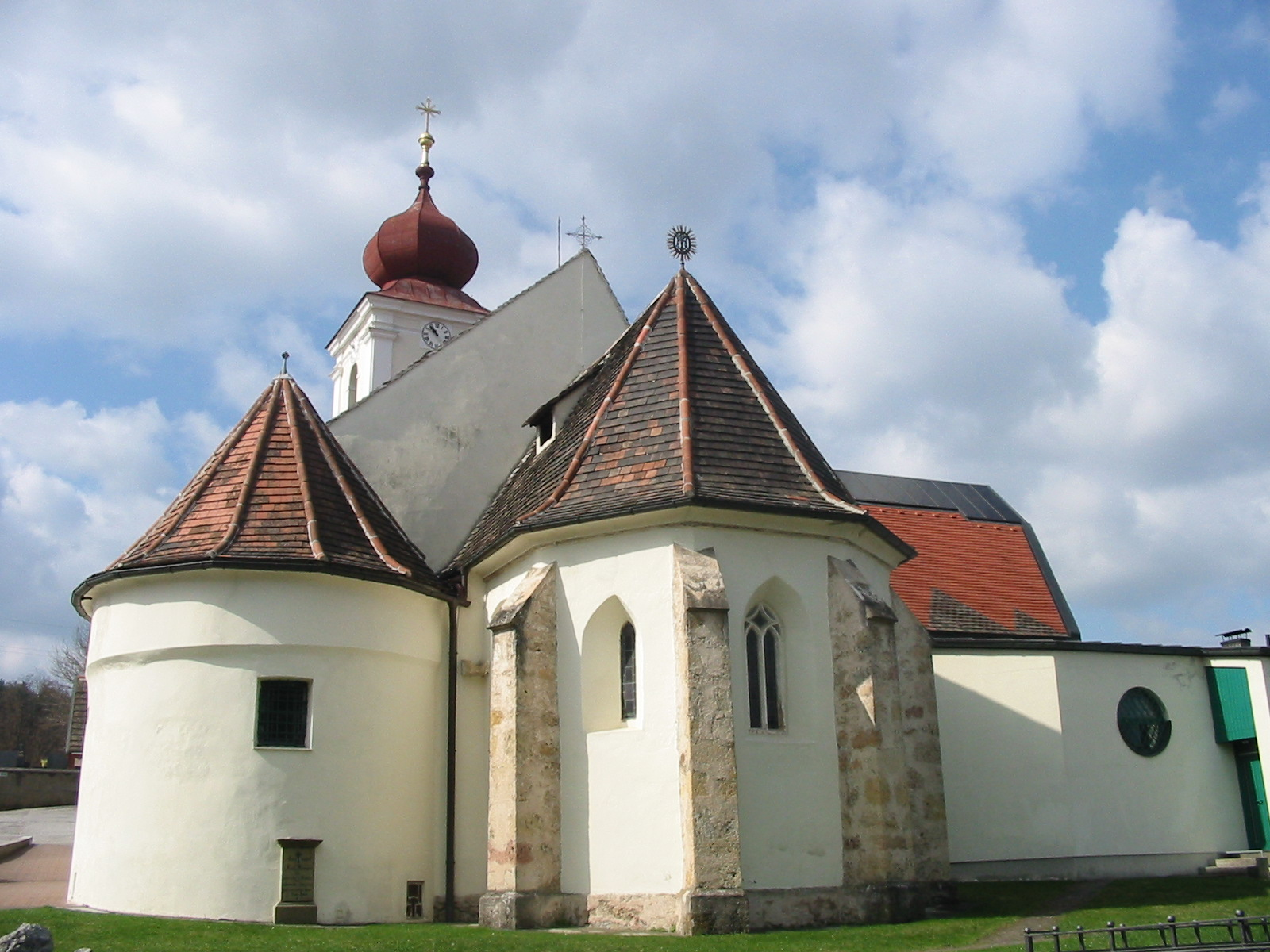
Pfarrkirche St. Valentin-Landschach

- Katholische Pfarrkirche St. Valentin-Landschach hl. Valentin

### Sport
Sportlich gibt es drei nennenswerte Vereine:
Der SC Grafenbach ist im Bereich Fußball sehr erfolgreich und ist 7-facher Titelverteidiger in der Sparkasse Hobbyliga.
In Sachen Volleyball kann man sich beim BVC Grafenbach sportlich betätigen. Im Radsport ist der RC Grafenbach sehr erfolgreich.

## Wirtschaft und Infrastruktur

### Wirtschaftssektoren
Von den 41 landwirtschaftlichen Betrieben des Jahres 2010 waren 23 Nebenerwerbsbetriebe. Diese bewirtschafteten etwas mehr als ein Viertel der Flächen. Obwohl die Anzahl der Produktionsbetriebe im Zeitraum 2001 bis 2011 zunahm, halbierte sich die Anzahl der darin Beschäftigten beinahe. Im Dienstleistungssektor war fast die Hälfte der Arbeitnehmer in sozialen und öffentlichen Diensten tätig.
| Wirtschaftssektor            | Anzahl Betriebe | Anzahl Betriebe | Erwerbstätige | Erwerbstätige |
| Wirtschaftssektor            | 2011            | 2001            | 2011          | 2001          |
| ---------------------------- | --------------- | --------------- | ------------- | ------------- |
| Land- und Forstwirtschaft 1) | 41              | 46              | 30            | 25            |
| Produktion                   | 21              | 15              | 85            | 151           |
| Dienstleistung               | 86              | 41              | 137           | 130           |

1) Betriebe mit Fläche in den Jahren 2010 und 1999
| Grafenbach-St. Valentin ist eine Pendlergemeinde. Von den 1023 in der Gemeinde lebenden Erwerbstätigen fanden 142 einen Arbeitsplatz in der Gemeinde und 881 pendelten aus. Rund sechzig Prozent davon blieben im Bezirk, ein Viertel wechselte den Bezirk und vierzehn Prozent arbeiteten in einem anderen Bundesland. Aus der Umgebung kamen 110 Menschen zur Arbeit nach Grafenbach-St. Valentin (Stand 2011). - Eisenbahn: Die Gemeinde liegt nahe der Südbahn, der nächste Bahnhof ist im rund zwei Kilometer entfernten Pottschach, einem Ortsteil von Ternitz. - Straße: Durch das Gemeindegebiet verlaufen die Wiener Neustädter Straße B17 und die Semmering Schnellstraße S6. | Die zur Anzeige dieser Grafik verwendete Erweiterung wurde dauerhaft deaktiviert. Wir arbeiten aktuell daran, diese und weitere betroffene Grafiken auf ein neues Format umzustellen. (Mehr dazu) |

## Öffentliche Einrichtungen
In der Gemeinde befindet sich ein Kindergarten.

## Politik

### Gemeinderat
Der hat 21 MitGemeinderat glieder.
- Mit den Gemeinderatswahlen in Niederösterreich 1990 hatte der Gemeinderat folgende Verteilung: 14 SPÖ, und 7 ÖVP.
- Mit den Gemeinderatswahlen in Niederösterreich 1995 hatte der Gemeinderat folgende Verteilung: 15 SPÖ, 4 ÖVP, und 2 Bürgerforum Grafenbach-St. Valentin.[19]
- Mit den Gemeinderatswahlen in Niederösterreich 2000 hatte der Gemeinderat folgende Verteilung: 15 SPÖ, und 6 ÖVP.[20]
- Mit den Gemeinderatswahlen in Niederösterreich 2005 hatte der Gemeinderat folgende Verteilung: 15 SPÖ, und 6 ÖVP.[21]
- Mit den Gemeinderatswahlen in Niederösterreich 2010 hatte der Gemeinderat folgende Verteilung: 13 SPÖ, 6 ÖVP, und 2 FPÖ.[22]
- Mit den Gemeinderatswahlen in Niederösterreich 2015 hatte der Gemeinderat folgende Verteilung: 14 SPÖ, 5 ÖVP, und 2 FPÖ.[23]
- Mit den Gemeinderatswahlen in Niederösterreich 2020 hatte der Gemeinderat folgende Verteilung: 14 SPÖ, 6 ÖVP und 1 FPÖ.[24]
- Mit den Gemeinderatswahlen in Niederösterreich 2025 hat der Gemeinderat folgende Verteilung: 12 SPÖ, 6 ÖVP und 3 FPÖ.[25]

### Bürgermeister
- 1993–2005 Herbert Kautz (SPÖ)
- 2006–2010 Rupert Schwarz (SPÖ)
- seit 2010 Sylvia Kögler (SPÖ)[26]

## Persönlichkeiten
- Herbert Kautz (1945–2005), Politiker
- Anna Posch (* 1992), Schauspielerin